# Eriolarynx fasciculata
Eriolarynx fasciculata är en potatisväxtart som först beskrevs av John Miers, och fick sitt nu gällande namn av A.T. Hunziker. Eriolarynx fasciculata ingår i släktet Eriolarynx och familjen potatisväxter. Inga underarter finns listade i Catalogue of Life.